# Kea (eiland)
Kea (Grieks: Κέα, ook wel Τζιά, Tzia) is een eiland en gemeente (dimos) dat behoort tot de Cycladen, een Griekse eilandengroep die zich in de Egeïsche Zee bevindt, ten oosten van de Peloponnesos in de Griekse bestuurlijke regio (periferia) Zuid-Egeïsche Eilanden.

## Algemeen
Kea is het Cycladisch eiland dat zich het dichtst bij het vasteland bevindt en ligt ten noordwesten van Kithnos. Het is in ongeveer drie uur vanuit Athene te bereiken. In 2000 had het eiland ongeveer 1700 inwoners.

## Geschiedenis
In de klassieke periode was Kea (Ceos of Keos) de geboorteplaats van Simonides en zijn neef Bacchylides, beiden lyrische dichters, van de sofist Prodicus en van de geneeskundige Erasistratos. De inwoners van het eiland stonden in die tijd bekend voor de offers, die zij brachten aan de Hondsster Sirius en aan Zeus om koele zeewinden, terwijl zij wachtten tot de herrijzenis van Sirius in de zomer; als de ster helder verscheen, was dit een goed voorteken; was de hemel niet helder of zelfs mistig, dan was dit geen goed teken en kon men plagen verwachten. Op munten, die op het eiland zijn gevonden, staan afbeeldingen van honden of sterren, waar lichtstralen van uitgaan, wat het grote belang aangeeft dat de toenmalige bewoners aan Sirius hechtten.

## Haven / hoofdstad / toeristen
De belangrijkste haven van het eiland is die van Korissia, die in het noordwesten van het eiland ligt. Chora (Ioulis) is de hoofdstad van het eiland. Deze hoofdstad is gebouwd tegen heuvels in amfitheatrische stijl. De huizen kenmerken zich door veelal twee verdiepingen met rode daken en smalle stenen straatjes. Het archeologisch museum vindt men hier ook in Chora. Korissia met de haven is de plek met de meeste accommodaties (hotels e.d.) voor toeristen, die zich hier ook het meest bevinden.
- Vlak bij Kea ligt het wrak van de Britannic, het zusterschip van de Titanic. De Britannic zonk in 1916.

## Stranden
- Koundouro
- Otzia
- Korissia
- Pisses

## Plaatsen[4]
Door de bestuurlijke herindeling (Programma Kallikratis) werden de departementen afgeschaft vanaf 2011. “Kea - Kythnos” werd een regionale eenheid (periferiaki enotita). Er werden eveneens gemeentelijke herindelingen doorgevoerd, in de tabel hieronder “GEMEENTE” genoemd.
| Plaats  | Hoofdplaats (vroeger) | Postcode | GEMEENTE | Hoofdplaats van de gemeente |
| ------- | --------------------- | -------- | -------- | --------------------------- |
| Kea     |                       |          | Kea      | Kea                         |
| Kythnos |                       | 840 06   | Kythnos  | Kythnos                     |